# John Healey
John Healey (ur. 13 lutego 1960 w Wakefield) – brytyjski polityk Partii Pracy, od lipca 2024 roku minister obrony Wielkiej Brytanii w rządzie Keira Starmera.

## Życiorys
Uczył się w Lady Lumley's School w Pickering, następnie w St Peter's School w York. Studiował nauki społeczne i polityczne w Christ's College w Cambridge, gdzie w 1982 roku uzyskał tytuł licencjata. W latach 1984-1990 pracował w Royal National Institute for the Deaf People oraz w Royal Association for Disability, Rehabilitation and Mind. Od 1990 roku przez cztery lata był specjalistą ds. komunikacji w firmie kampanijnej Issue Communications. W 1997 roku po raz pierwszy zostal: wybrany do Izby Gmin z okręgu Wentworth. Po czym pełnił funkcję członka Komisji ds. Edukacji i Zatrudnienia, do 1997 kiedy objął stanowisko parlamentarnego sekretarza kanclerza skarbu Gordona Browna w pierwszym rządzie Tony’ego Blaira. Po wyborach w 2001 roku został parlamentarnym podsekretarzem stanu w Ministerstwie Edukacji. W 2002 roku został sekretarzem ekonomicznym w Ministerstwie Skarbu. Po wyborach krajowych w 2005 roku pozostał na stanowisku w trzecim, ostatnim rządzie Tony'ego Blaira. Po zmianie premiera na Gordona Browna i reorganizacji rządu w 2007 roku przeszedł do Mninisterstwa Społeczności i Samorządu Lokalnego, gdzie został podsekretarzem stanu ds. odbudowy po powodzi. Po kolejnej reorganizacji rządu Gordona Browna w 2009 roku, został mianowany podsekretarzem stanu ds. mieszkalnictwa. Po przegranych przez Partię Pracy wyborach krajowych w 2010 roku został  ministrem zdrowia w gabinecie cieni, jednak zrezygnował po roku. Od 2020 do 2024 roku był ministrem ds. obrony w gabinecie cieni Partii Pracy. W wyborach parlamentarnych w 2024 roku utrzymał mandat posła do Izby Gmin zdobyty 5 lat wcześniej w okręgu Wentworth and Dearne, lecz tym razem został wybrany z okręgu Rawmarsh and Conisbrough.

## Życie prywatne
Żonaty, ma jednego syna.